# Fat Possum Records
Fat Possum Records è un'etichetta discografica indipendente statunitense con sede a Oxford (Mississippi).

## Storia
È stata fondata nel 1992 da Matthew Johnson e Peter Redvers-Lee. Questi era direttore di un magazine chiamato Living Blues e infatti inizialmente l'etichetta distribuiva nella zona Nord del Mississippi i lavori di musica blues di R. L. Burnside.

## Artisti
- Hasil Atkins
- King Ernest Baker
- Band of Horses
- Robert Belfour
- Andrew Bird
- The Black Keys
- A. A. Bondy
- Kenny Brown
- Solomon Burke
- R. L. Burnside
- Charles Caldwell
- Mississippi Joe Callicott
- Colour Revolt
- Country Teasers
- Crocodiles
- CeDell Davis
- Deadboy & the Elephantmen
- Digital Leather
- Dinosaur Jr.
- El-P
- Entrance
- The Felice Brothers
- The Fiery Furnaces
- For the Sake of the Song
- T-Model Ford
- Friends
- Gil Mantera's Party Dream
- Alan Glen
- Paul Westerberg
- Hayden
- Heartless Bastards
- High Holy Days

- Jaguar Love
- The Hotrats
- The Jelly Roll Kings
- Junior Kimbrough
- Little Freddie King
- Youth Lagoon
- Furry Lewis
- Little Axe
- Bob Log III
- Nathaniel Mayer
- Mississippi Fred McDowell
- MellowHype
- Milk Music
- Christopher Owens
- Asie Payton
- Jay Reatard
- San Cisco
- Thee Shams
- Smith Westerns
- Super Chikan
- Tennis
- Unknown Mortal Orchestra
- Wavves
- We Are Wolves
- Wheels on Fire
- Young Buffalo
- Yuck